# Jahrbuch für Historische Kommunismusforschung
Das Jahrbuch für Historische Kommunismusforschung (JHK) ist eine jährlich erscheinende deutschsprachige historische Fachzeitschrift, die sich mit der Geschichte des Kommunismus auseinandersetzt.

## Herausgeberschaft
Das JHK wurde 1993 durch den Mannheimer Historiker und Politikwissenschaftler Hermann Weber begründet. Das Mannheimer Zentrum für Europäische Sozialforschung, dessen DDR-Arbeitsbereich von Weber geleitet wurde, fungierte zunächst als herausgebende Institution. Verlegt wurde das Jahrbuch zunächst im Akademie Verlag, von 2001 bis 2013 erschien es im Aufbau-Verlag, 2014 wechselten die Herausgeber zum Berliner Metropol Verlag.
Im Jahr 2004 wurde die Redaktion des JHK von der Bundesstiftung zur Aufarbeitung der SED-Diktatur übernommen. Im Auftrag der Stiftung wird das Jahrbuch seither von einem Gremium angesehener Historiker und Politikwissenschaftler herausgegeben, bestehend aus Ulrich Mählert, Jörg Baberowski, Bernhard H. Bayerlein, Bernd Faulenbach, Peter Steinbach, Stefan Troebst und Manfred Wilke (Stand: 2019). Den Herausgebern steht ein international besetzter Wissenschaftlicher Beirat zur Seite.

## Inhaltliches Profil
Das JHK ist bestrebt, den Kommunismus im 20. Jahrhundert als ein europäisches und globales Phänomen zu beleuchten, und publiziert Abhandlungen und Materialien zur Geschichte kommunistischer Regime wie auch zum Kommunismus als politischer und sozialer Bewegung. Feste thematische Bestandteile bilden Beiträge zur DDR-Geschichte, zur kommunistischen Bewegung in der Zwischenkriegszeit (insbesondere der Komintern) sowie zur Geschichte der kommunistischen Regime der Nachkriegszeit. Auch die Geschichte des Antikommunismus wird regelmäßig behandelt. In jüngerer Zeit gewannen zudem Fragen der Erinnerungspolitik zunehmend an Bedeutung.
Jeder Band hat mehrere thematische Schwerpunkte, zu denen jeweils mehrere Aufsätze abgedruckt werden, das Jahrbuch beinhaltet jedoch auch Aufsätze, Miszellen, annotierte Archivdokumente, biographische Skizzen und Sammelrezensionen außerhalb dieser Schwerpunkte. Von 2001 bis 2014 publizierte das JHK zudem im Anhang den International Newsletter of Communist Studies, der über neue Publikationen, Archivbestände, Konferenzen und Webressourcen informiert.

## Autoren
In den ersten 20 Jahren seit seiner Gründung hat das JHK Beiträge von rund 370 deutschen und internationalen Autoren unterschiedlichster politischer Provenienz publiziert. Unter den Autoren sind Włodzimierz Borodziej, Pierre Broué, Stéphane Courtois, György Dalos, Iring Fetscher, Helmut Fleischer, Wladislaw Hedeler, Jerzy Holzer, Egbert Jahn, Eckhard Jesse, Mario Keßler, Gerd Koenen, Ilko-Sascha Kowalczuk, Wolfgang Leonhard, Ottokar Luban, Norman Naimark, Wolfgang Ruge, Martin Sabrow, William Totok und Alexander Vatlin.

## Kontroverse
Im Jahr 2007 druckte das JHK ein Interview mit dem ehemaligen SED-Funktionär und Oberbürgermeister von Dresden, Wolfgang Berghofer, ab. Darin berichtete dieser von einem Treffen der SED-Führung im Dezember 1989, bei dem der Vorschlag gemacht worden sei, die Verantwortung für die DDR-Regimekrise auf das Ministerium für Staatssicherheit abzuschieben und so Schaden von der Partei abzuwenden. Gregor Gysi, der von Berghofer als Teilnehmer des Treffens benannt worden war, stritt den Sachverhalt ab und erwirkte auf juristischem Wege eine Unterlassungserklärung des Aufbau-Verlags. Dadurch konnte die Ausgabe 2007 des JHK nur mit einer Schwärzung vertrieben werden.